# رود (نیشابور)
رود (نیشابور)، روستایی از توابع بخش مرکزی شهرستان نیشابور در استان خراسان رضوی ایران است. این روستا در مجاورت شمالی-غربی اردوگاه باغرود قرار دارد.

## جمعیت
این روستا در دهستان فضل قرار دارد و براساس سرشماری مرکز آمار ایران در سال ۱۳۸۵، جمعیت آن ۲۳۷ نفر (۶۷خانوار) بوده‌است.